# Tidskrift

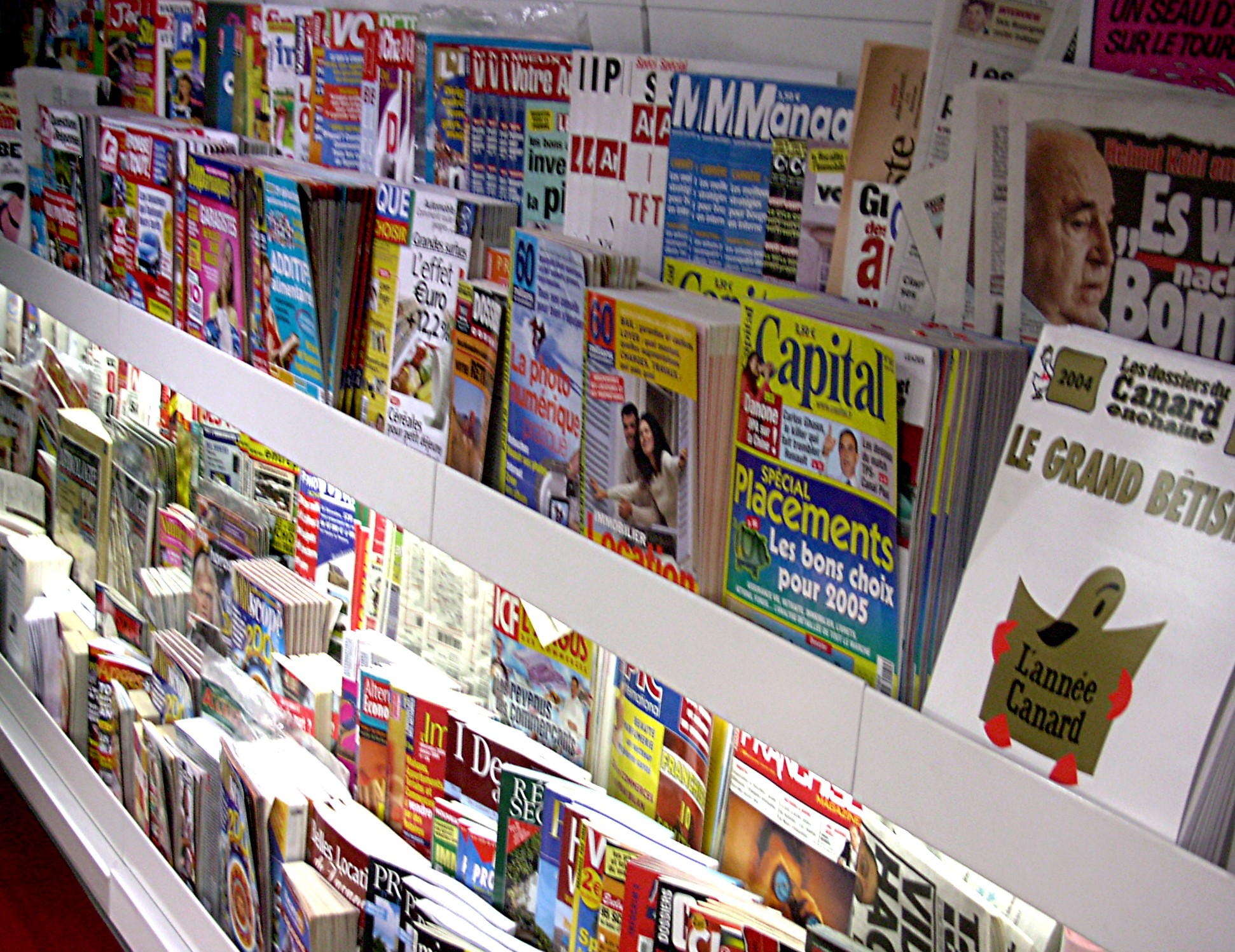
Tidskrifter.

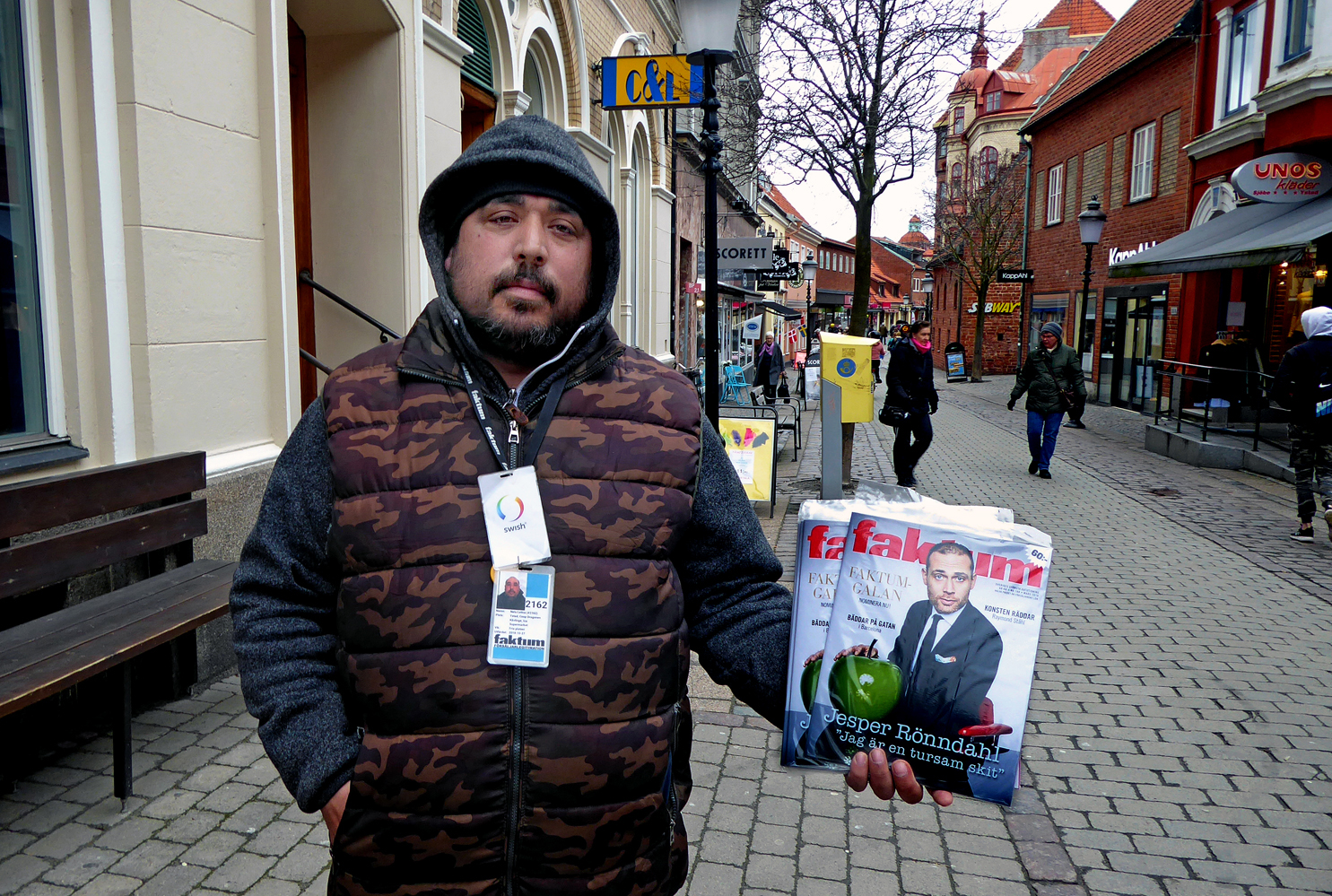
Faktum är en tidskrift som kommer ut en gång i månaden, och säljs av gatuförsäljare.

En tidskrift eller ett magasin är en sorts periodisk skrift. Den skiljer sig från dagstidningen genom att inte komma ut lika ofta och (vanligen) inte förmedla allmänna dagsnyheter. Istället är den i regel inriktad på ett speciellt ämnesområde.
Tidskrifter finansieras vanligtvis av annonser, prenumerationer och lösnummerförsäljning.
För att i Sverige tillerkännas ett så kallat utgivningsbevis måste tidskriften komma ut regelbundet med minst fyra nummer per år. Tidskrifter kan till exempel komma ut som veckotidning eller månadstidning. De flesta tidskrifter säljs i butik via Tidsam.

## Typer av tidskrifter
Till tidskrifter räknas bland annat fackvetenskapliga tidskrifter, populärvetenskapliga tidskrifter, kulturtidskrifter, livsstilsmagasin, föreningstidskrifter, branschtidningar och facktidningar.

## Historia
Tidskriften uppstod på 1600-talet samtidigt med uppkomsten av en borgerlig offentlig sfär i kamp mot feodala institutioner och en absolut monarki. Diskussioner flyttades från adelsmännens salonger till klubbar, kaffehus och tidskrifter som gav medelklassen friare forum att lägga fram sina idéer om samhället. Detta skedde först i England med tidskrifter som The Tatler och The Spectator. Den troligen första svenska tidskriften var Relationes Curiosae (Tänkvärda meddelanden) från 1682 som mest innehöll kuriosa om vidskepligheter.
Tidiga tidskrifter handlade ofta om vetenskap. Den första svenska vetenskapliga tidskriften var Daedalus Hyperboraeus eller några nya Mathematiska och Physicaliska Försök och anmerkningar (1716–18).
På 1700-talet växte det fram en mer varierad tidskriftsutgivning, med den i Sverige journalistiskt stilbildande Then Swänska Argus (1732–1734) och den första öppet politiska tidskriften En Ärlig Swensk (1755–1756) som utgavs av hattpartiet. Den liberala tryckfrihetslagstiftningen från 1766 och den förnyade pressfriheten 1810 gav upphov till en stor mängd tidskrifter.
År 2003 fanns det i Sverige över 3 000 tidskrifter i olika ämnen. 2022 fanns det i Sverige mellan 4 000 och 4 500 tidskrifter.:23m15s
Tidskrifter får inte presstöd, men kan ändå producera samhällsviktig journalistik och stora avslöjanden, och tidskriftbranschen bedöms vara den genre som tydligt har utvecklats mest 2008–2022 gällande grävande journalistik.:14m